# ستيفن كلارك (لاعب كرة قدم)
ستيفن كلارك (بالإنجليزية: Steven Clark)‏ (2 فبراير 1982 بلندن في المملكة المتحدة - ) هو لاعب كرة قدم بريطاني في مركز الوسط. لعب مع ماكليسفيلد تاون ونادي ساوثيند يونايتد وهورنتشورتش ووست هام يونايتد ونادي فيشر أثليتيك وداغنهام وريدبريدج ونادي ويموث.

## وصلات خارجية
- ستيفن كلارك على موقع Soccerbase.com (لاعب) (الإنجليزية)